# Villa Cœur-de-Vey
La villa Cœur-de-Vey est une voie située dans le quartier du Petit-Montrouge du 14e arrondissement de Paris.

## Situation et accès
La villa Cœur-de-Vey est desservie par la ligne 4 aux stations Alésia et Mouton-Duvernet.

## Origine du nom
La rue tire son nom de celui d'un propriétaire local.

## Historique
La voie est ouverte sous le nom de « impasse Cœur de Vey » et prend sa dénomination actuelle en 1908.

## Bâtiments remarquables et lieux de mémoire
- No 9 : Armée du salut.
- La maison d'édition Sybex à son siège aux nos 10-12 depuis 1993.
- Au fond de l'impasse était situé le moulin à vent Neuf figurant sur le plan de Verniquet (1790)[2].